# Fyllinge
Fyllinge – miejscowość (tätort) w Szwecji, w regionie administracyjnym (län) Halland (gmina Halmstad).
Miejscowość położona jest w prowincji historycznej (landskap) Halland, ok. 4 km na południe od centrum Halmstad, przy drodze krajowej nr 15 w kierunku Laholm.
17 (27) sierpnia 1676 r., w czasie wojny skańskiej, w rejonie współczesnego Fyllinge i przeprawy przez rzekę Fylleån (najbliższe okolice mostu nazywane są Fyllebro) rozegrała się bitwa pod Halmstad (znana także jako bitwa pod Fyllebro). Była to ostatnia bitwa pomiędzy wojskami szwedzkimi i duńskimi na terytorium Hallandu. 17 sierpnia 2010 r. w Fyllebro uroczyście odsłonięto pamiątkową tablicę.
W 2010 r. Fyllinge liczyło 2927 mieszkańców.